# Victoria București
Victoria București, grundad 1949 och upplöst 1990, var en fotbollsklubb i Bukarest i Rumänien. Klubben återfanns i toppskiktet av rumänsk fotboll under andra halvan av 1980-talet, men upplöstes efter den rumänska revolutionen 1989.
I kommunismens Rumänien var Victoria polisen Milițias klubb. Victoria kvalificerade sig för högstadivisionen Divizia A för första gången 1985, och var därefter en toppklubb under resten av 1980-talet. Klubben anklagades under den här perioden för omfattande korruption och hjälp från myndigheterna, exempelvis i form av matchfixning, mutor och hot mot domare. Detta ledde till att Victoria București upplöstes efter kommunismens fall som följde på den rumänska revolutionen.
Victoria vann aldrig några titlar, men kvalificerade sig säsongen 1988/1989 för kvartsfinal i Uefacupen. Där blev de utslagna av östtyska Dynamo Dresden som efter ett 1–1-resultat i Bukarest avgjorde med 4–0 på hemmaplan.